# كوك كين بونغ
كوك كين بونغ (بالصينية: 郭建邦) هو لاعب كرة قدم صيني في مركز الهجوم، ولد في 30 مارس 1987 في هونغ كونغ في الصين. شارك مع منتخب هونغ كونغ تحت 23 سنة لكرة القدم ومنتخب هونغ كونغ لكرة القدم. أما مع النوادي، فقد لعب مع نادي إيسترن سبورتس ونادي جنوب الصين.

## وصلات خارجية
- كوك كين بونغ على موقع قاعدة بيانات كرة القدم.إي يو (الإنجليزية)
- كوك كين بونغ على موقع ناشيونال فوتبول تيمز (الإنجليزية)
- كوك كين بونغ على موقع Soccerway.com (الإنجليزية)